# El Páramo (comarca agraria)

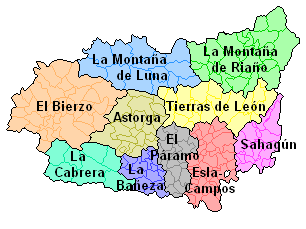
Ubicación de la comarca en la provincia

La comarca agraria de El Páramo es una de las divisiones agrarias en las que se organiza la provincia española de León.

## Características geográficas

### Descripción y superficie
Se encuentra en la mitad sur de la provincia, limítrofe con Zamora. Presenta un relieve plano, de pendientes suaves, con una altitud que varía entre los 750 y los 879 metros. Geomorfológicamente, es un páramo interfluvial, el mayor de la provincia y uno de los mayores de la península ibérica. En su red hidrológica destacan los ríos Órbigo y Esla, que además suponen el límite con las comarcas agrarias vecinas de La Bañeza y Esla-Campos, así como algunas lagunas, como las de Chozas y Villadangos. Su territorio abarca, según datos de 2007, una superficie de 90 592 ha. e incluye 20 municipios, de los cuales los más extensos son Chozas de Abajo (100,27 km²), Laguna de Negrillos (71,8 km²), Bustillo del Páramo (71,77 km²) y Valdevimbre (68,01 km²).
| Municipio                  | Superficie (km²) | Municipio               | Superficie (km²) |
| -------------------------- | ---------------- | ----------------------- | ---------------- |
| La Antigua                 | 54,7             | San Adrián del Valle    | 15,84            |
| Ardón                      | 48,65            | San Pedro Bercianos     | 23,51            |
| Bercianos del Páramo       | 35,09            | Santa María del Páramo  | 20,08            |
| Bustillo del Páramo        | 71,77            | Santa Marina del Rey    | 45,61            |
| Chozas de Abajo            | 100,27           | Urdiales del Páramo     | 32,84            |
| Laguna Dalga               | 38,41            | Valdefuentes del Páramo | 24,17            |
| Laguna de Negrillos        | 71,8             | Valdevimbre             | 68,01            |
| Pobladura de Pelayo García | 20,17            | Villadangos del Páramo  | 44,93            |
| Pozuelo del Páramo         | 36,23            | Villazala               | 45,42            |
| Roperuelos del Páramo      | 54,48            | Zotes del Páramo        | 53,94            |

### Geología y edafología
Geológicamente, su territorio se compone principalmente de rañas, arcillas arenosas, arcillas, areniscas y margas del Neógeno y sustrato aluvial y diluvial del Cuaternario. Entre los suelos más representativos están xerochrept y xerorthent. El primero es un suelo profundo (100-150 cm), con bajo contenido en materia orgánica, pH ligeramente ácido y textura franco-arenosa, mientras que el segundo se caracteriza por ser moderadamente básico aunque alguno es ácido, posee un contenido en materia orgánica medio, en general es profundo y de textura franca o arcillosa.

### Clima
Según la clasificación agroclimática de Papadakis, su territorio posee un tipo climático Mediterráneo templado, excepto en el extremo noroeste, donde una pequeña zona presenta un tipo Mediterráneo templado fresco. El periodo frío o de heladas, meses en los que la temperatura media de las mínimas es inferior a 7 °C, se extiende durante ocho meses. Por su parte, el periodo cálido, con temperatura media máxima superior a 30 grados, varía entre 0 y 1 mes, y el periodo seco o árido varía de tres meses en la zona septentrional a cuatro meses en la zona meridional. En cuanto al régimen de humedad, la comarca se encuentra bajo un régimen Mediterráneo seco, excepto los municipios de Santa Marina del Rey y Villadangos del Páramo, la parte norte de Chozas de Abajo y Villazala, y el noroeste de Bustillo del Páramo, que están bajo el régimen Mediterráneo húmedo.

## Características agrarias
Presenta un 70,1 % de la superficie ocupada por tierras de cultivo, de las cuales un 81 % se dedica a regadío, principalmente de maíz. Entre los cultivos herbáceos, aparte del maíz (72,72 %), otros cultivos son remolacha azucarera (8,07 %), trigo (3,99 %), cebada (3,81 %), judía seca (3,41 %), avena (2,80 %), garbanzo (1,62 %) y praderas polífitas (0,69 %). Entre los cultivos leñosos destaca únicamente el viñedo. Los municipios que más superficie de tierras de cultivo presentan son Bustillo del Páramo, con 5860 ha, y Laguna de Negrillos, con 5623 ha. Por otro lado, el 7,1 % es terreno forestal, con un 83 % de bosque de frondosas, un 12 % de matorral boscoso de transición y un 5 % de matorrales de vegetación esclerófila.
| Distribución de tierras (2004)       | Superficie (ha)            | Superficie (ha) | Superficie (ha) |
| Distribución de tierras (2004)       | Secano \| Regadío \| Total |                 |                 |
| Cultivos herbáceos                   |                            |                 |                 |
| Trigo                                | 1021                       | 1074            | 2095            |
| Cebada                               | 1446                       | 555             | 2001            |
| Avena                                | 1239                       | 230             | 1469            |
| Maíz                                 | 0                          | 38 195          | 38 195          |
| Remolacha azucarera                  | 0                          | 4240            | 4240            |
| Garbanzo                             | 789                        | 62              | 851             |
| Judía seca                           | 0                          | 1791            | 1791            |
| Praderas polífitas                   | 4                          | 361             | 365             |
| Otros                                | 802                        | 715             | 1517            |
| Cultivos leñosos                     |                            |                 |                 |
| Viñedo no asociado                   | 1625                       | 13              | 1638            |
| Otros                                | 1                          | 11              | 12              |
| Barbecho y otras tierras no ocupadas | 5160                       | 4197            | 9357            |
| Tierras de cultivo                   | 12 087                     | 51 444          | 63 531          |
| Prados naturales                     | 772                        | 699             | 1471            |
| Pastizales                           | 1954                       | 0               | 1954            |
| Prados y pastos                      | 2726                       | 699             | 3425            |
| Monte maderable                      | 4282                       | 608             | 4890            |
| Monte abierto                        | 1123                       |                 | 1123            |
| Monte leñoso                         | 414                        |                 | 414             |
| Terreno forestal                     | 5819                       | 608             | 6427            |
| Erial a pastos                       | 10 305                     |                 | 10 305          |
| Terreno improductivo                 | 1867                       |                 | 1867            |
| Superficie no agrícola               | 3671                       |                 | 3671            |
| Ríos y lagos                         | 1347                       |                 | 1347            |
| Otras superficies                    | 17 190                     |                 | 17 190          |
| Superficie total                     | 37 822                     | 52 751          | 90 573          |